# Arctia anomala
Arctia anomala là một loài bướm đêm thuộc phân họ Arctiinae, họ Erebidae.